# راس ترنبول
رز ترنبال (به انگلیسی: Ross Turnbull) (زاده ۴ ژانویه ۱۹۸۵) دروازه‌بان فوتبال اهل انگلستان است.
وی سابقه بازی در تیم‌های میدلزبورو، دارلینگتون، بارنزلی، برادفورد، کرویو الکساندرا، کاردیف سیتی و چلسی را دارد.

## افتخارات

### باشگاهی
چلسی
- جام حذفی فوتبال انگلستان: ۲۰۱۰، ۲۰۱۲
- لیگ قهرمانان اروپا: ۲۰۱۲
- لیگ اروپا: ۲۰۱۳

میدلزبورو
- بازیکن جوان سال باشگاه میدلزبورو - ۰۸–۲۰۰۷